# Romain Levy
Pour les articles homonymes, voir Levy.
Romain Lévy est un réalisateur et scénariste français.

## Biographie
Dès l'âge de 6 ans, il souhaite être réalisateur.  Durant ses études il effectue un stage de trois mois aux États-Unis dans le studio de production du réalisateur-producteur Roger Corman. Passionné, il abandonne ses études politiques et reste aux États-Unis pendant 3 ans. Mais il peine à concrétiser ses projets et doit alors rentrer en France chez ses parents :

« Je me trouvais nul, obligé d’affronter le regard goguenard de ceux qui pensaient que j’avais réussi aux États-Unis. Un point de départ intéressant pour un film, le public étant de plus en plus friand de comédies ancrées dans une réalité sociale. »

— Romain Levy
Romain Lévy commence sa carrière en tant qu'auteur sur la radio NRJ. Il y rencontre notamment Manu Payet et Mathieu Oullion.
Entre 2001 et 2002, il est l'un des auteurs du jeu télévisé Burger Quiz produit et présenté par Alain Chabat sur Canal+. Puis il se rapproche de Michaël Youn et sa bande : d'abord pour le scénario des 11 Commandements en 2004, et pour celui de Coursier en 2010.
En 2011, il tient un petit rôle dans Et soudain, tout le monde me manque de Jennifer Devoldère, aux côtés de ses amis Manu Payet et Géraldine Nakache. Il participe également aux scénarios de De l'huile sur le feu et Une pure affaire.
Après avoir été souvent déçu du travail effectué d'après ses scénarios, il décide ensuite d'écrire son premier long-métrage avec son compère de longue date, Mathieu Oullion. Ils écrivent alors un film inspiré de leur expérience radiophonique. Radiostars sort en avril 2012 avec bien évidemment Manu Payet, mais également avec Clovis Cornillac en tête d'affiche.
En 2017, il propose son second long-métrage, Gangsterdam. Cette fois, le casting est mené par la vedette des pré-adolescents, Kev Adams.

Fin 2019 il crée, avec Serge de Poucques, Even Better Pictures société de production française, basée à Paris.

## Filmographie

### Réalisateur
- 2012 : Radiostars
- 2017 : Gangsterdam

### Scénariste
- 2004 : Les 11 Commandements de François Desagnat et Thomas Sorriaux
- 2009 : Cyprien de David Charhon
- 2010 : Coursier de Hervé Renoh
- 2011 : De l'huile sur le feu de Nicolas Benamou
- 2011 : Une pure affaire d'Alexandre Coffre (seulement collaboration)
- 2012 : Radiostars
- 2014 : Situation amoureuse : C'est compliqué de Manu Payet et Rodolphe Lauga
- 2017 : Gangsterdam

### Producteur
- 2011 : De l'huile sur le feu de Nicolas Benamou (producteur associé)

### Acteur
- 2011 : Et soudain, tout le monde me manque de Jennifer Devoldère : Alex
- 2014 : Situation amoureuse : C'est compliqué de Manu Payet et Rodolphe Lauga : Raphael